# أدولفو اليخاندرو نويل
أدولفو اليخاندرو نويل (بالإسبانية: Adolfo Alejandro Nouel) (و. 1862 – 1937 م) هو رجل دين من جمهورية الدومينيكان ولد في سانتو دومينجو.
تولى منصب رئيس أساقفة، وأسقف.